# Breia

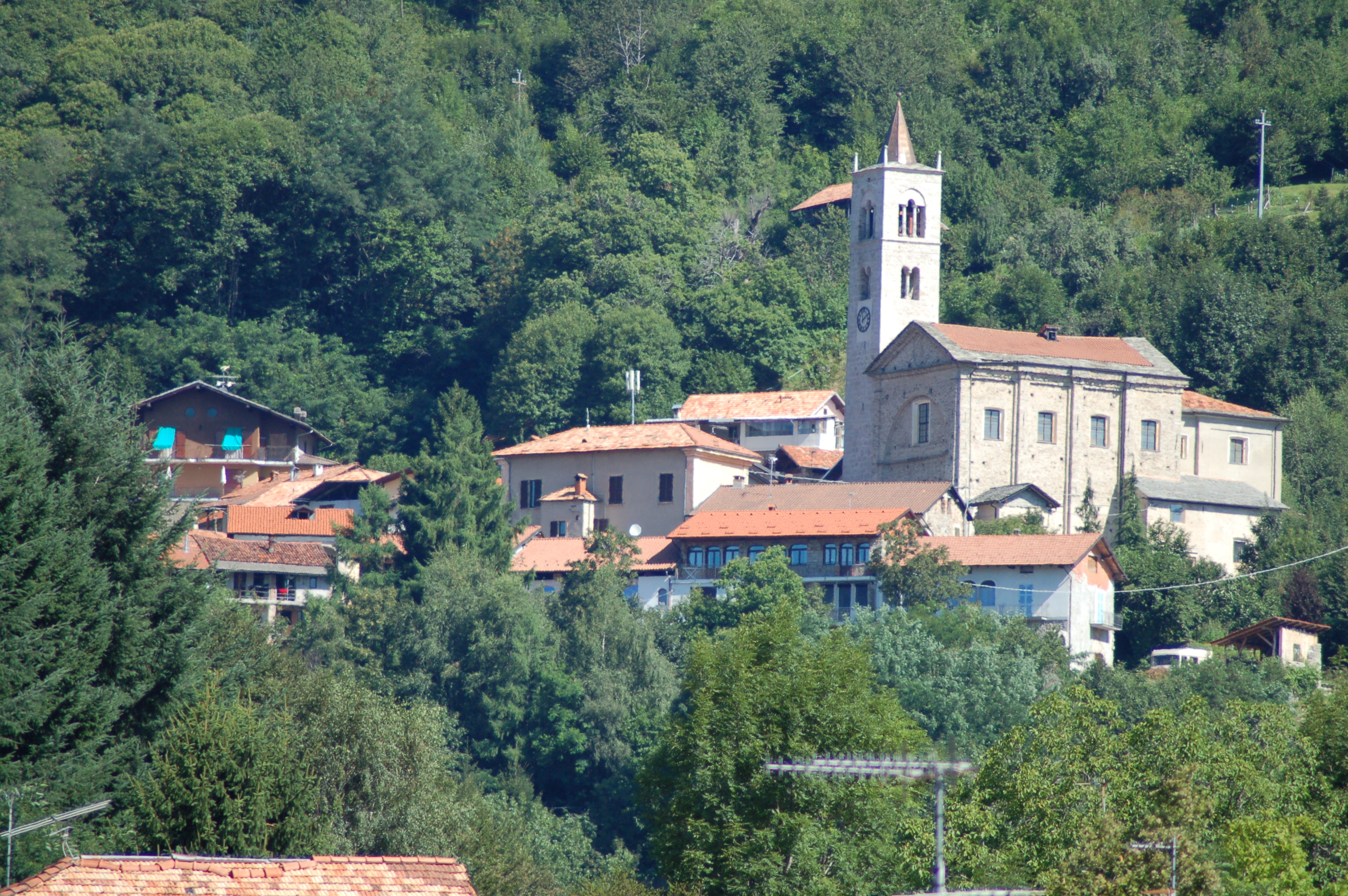
Panorama

Breia ist eine Fraktion der Gemeinde Cellio con Breia in der italienischen Provinz Vercelli (VC), Region Piemont.
Am 1. Januar 2018 wurde die Gemeinde Breia mit Cellio zur neuen Gemeinde Cellio con Breia zusammengeschlossen. Sie hatte zuletzt 175 Einwohner (Stand 31. Dezember 2016) auf einer Fläche von 7 km². Die Nachbargemeinden waren Borgosesia, Cellio, Madonna del Sasso, Quarona und Varallo.

## Bevölkerung
Bevölkerungsentwicklung